# 하카타 역앞 도로 함몰 사고
하카타 역앞 도로 함몰 사고(博多駅前道路陥没事故 하카타에키마에도우로간보쓰지고[*])는 2016년(헤이세이 28년) 11월 8일 새벽 5시 15분 무렵, 후쿠오카현 후쿠오카시 하카타구 하카타에키마에 2초메 교차로에서 일어난 함몰 사고이다. 땅꺼짐 규모가 매우 큰 지반 붕괴 사고인데도, 이른 시간이어서 다행히 희생자가 전혀 없었다. 복구 공사를 개시한 지 불과 1주일 만에 복구를 마무리해서, 일본 국내는 물론 대한민국 언론에서도 크게 보도할 정도로 주목 받았다.

## 개요
교도 통신사와 일본방송협회 등에 따르면 시간이 지나며, 함몰 부위가 점차 넓어졌고, 함몰 부위는 길이 30ｍ, 폭 27ｍ, 깊이 15ｍ이었다. 그러나 꺼진 곳에 물이 가득 차자, 주위에 있었던 일부 건물 부지도 무너지는 땅꺼짐 현상이 연달이 일어나고 공공기관에서 이를 확인하였다. 후쿠오카현 경찰과 후쿠오카시 시청은 해당 건물 및 주변 지역 주민들에게 대피 권고를 내렸다. 규슈 전력은 이날 사고로 800여 가구에 전기 공급을 하지 못했다. 이 함몰 현장 부근 빌딩에 머물던 70대 여성이 정전으로 어두운 곳에서 미끄러져 다리 부상을 입어 병원 치료를 받았고, 공식적으로 이 날 사고에서 유일한 부상자가 되었다. 이 밖에도 금융 업무 마비부터 철도편 연착, 니시테쓰 버스 계열 버스 노선 우회 운영까지 발생했다. 함몰이 일어난 곳은 나나쿠마 선 연장 공사 현장 부근에 위치했다. 사고 원인이 지하철 공사 과정 가운데 굴착 공사 도중 부주의로 발생하였다고 잠정 결론지었다. 땅꺼짐으로 함몰된 도로는 1주일을 지나며 제 모습으로 복구하였다. 땅꺼짐과 관련한 도로 복구 공사를 완료하고, 2016년 11월 15일부터 정상 통행을 다시 시작하였다. 그 외에도 피해 점포 주인들이 빠른 보상을 요구하였고, 행정기관에서 2016년 안으로 배상금을 지급하겠다는 내부 방침을 밝혔다.

## 유사 사건
대한민국에서도 후쿠오카에 일어난 사건과 비슷한 사건이 있었다. 대표적인 사례로 2014년 석촌역 인근 도로에서 발생한 땅꺼짐(싱크홀) 사고가 있었다. 그 다음 해인 2015년 2월 서울 용산구 용산역 근처 버스 정류장에서 두 남녀가 버스에서 내리며 발을 디뎠던 정류장 땅이 내려앉는 사건도 있었다.